# Philipp Heinrich Friedrich Hänsel
Philipp Heinrich Friedrich Hänsel (* 9. Juli 1779 in Leipzig; † 5. August 1849 ebenda) war ein deutscher Jurist. Hänsel war von 1830 bis 1849 Vorsitzender des Leipziger Handelsgerichts. Große Verdienste erwarb er sich als Autor und Herausgeber zahlreicher rechtswissenschaftlicher Werke.

## Leben
Philipp Heinrich Friedrich Hänsel wurde als Sohn eines Advokaten und Gerichtsdirektors in Leipzig geboren. Er erhielt zunächst Hausunterricht und besuchte später die Landesschule in Grimma. Mit 17 Jahren begann er ein Studium der Rechtswissenschaften an der Universität Leipzig und absolvierte im Anschluss das Juristische Examen mit Auszeichnung. 1805 wurde er als Gerichtsaktuar am Stadtgericht Leipzig in den sächsischen Justizdienst übernommen.
1824 war Hänsel Aktuar am Leipziger Handelsgericht, wo er sich erstmals mit dem Fachgebiet des Handelsrechts auseinandersetzte. Nach einer Neuorganisation des Stadtgerichts ernannte man ihn 1830 zum Stadtgerichtsrat und zum Vorsitzenden des Handelsgerichts in Leipzig. In diese Zeit fielen seine ersten größeren rechtswissenschaftlichen Veröffentlichungen, nachdem er bereits zuvor anonym kleinere Beiträge für Fachzeitschriften verfasst hatte. Die Bemerkungen und Excurse über das in dem Königreich Sachsen gültige Civilrecht von Carl Friedrich Curtius, die er mit zahlreichen Kommentaren und Anmerkungen ergänzte, erschienen von 1828 bis 1833 in drei Teilen. Das Werk erlebte noch zu seinen Lebzeiten mehrere Auflagen. 1833 wurde er Mitredakteur der Leipziger Literaturzeitung, deren Erscheinen aber schon ein Jahr eingestellt wurde.
Sein Werk Die Lehre von dem Auszug oder der Leibzucht. Nach gemeinen in Deutschland und namentlich im Königreich Sachsen gültigen Rechten veröffentlichte Hänsel 1834. Drei Jahre später erschien die von ihm bearbeitete Anleitung zur Behandlung geringfügiger Rechtssachen nach dem Königlich-Sächsischen Rechte von Christian Gottlieb Haubold. Dessen zweibändiges Lehrbuch des Königlich-Sächsischen Privatrechts gab er von 1848 bis 1849 neu heraus. Für seine Verdienste um die Rechtswissenschaft verlieh ihm die Juristische Fakultät der Universität Leipzig 1846 das Ehrendiplom zum Doktor beider Rechte. Auf Grund seines Fachwissens ernannte ihn die königlich sächsische Regierung 1847 zum Protokollführer der in Leipzig tagenden Wechselkonferenz und zeichnete ihn zu Weihnachten 1847 mit dem Ritterkreuz des Zivilverdienstordens aus.
Philipp Heinrich Friedrich Hänsel starb am 5. August 1849, kurz nach seinem 70. Geburtstag. Er hatte am 2. August 1849 in seiner Leipziger Sommerwohnung einen schweren Schlaganfall erlitten, von dem er sich nicht mehr erholte. Hänsel war zweimal verheiratete, von seinen Kindern überlebten ihn nur zwei Söhne.

## Veröffentlichungen (Auswahl)
- Bemerkungen und Excurse über das in dem Königreich Sachsen gültige Civilrecht, nach Anleitung von Curtius Handbuch, zusammengestellt.
  - 1. Abteilung, E.B. Schwickert, Leipzig 1828, (Digitalisat.)
  - 2. Abteilung, E.B. Schwickert, Leipzig 1831, (Digitalisat.)
  - 3. Abteilung, E.B. Schwickert, Leipzig 1833, (Digitalisat.)
- Über den Beweis durch Handelsbücher im Civil-Proceß. Hinrichs, Leipzig 1830, (Digitalisat.)
- Die Lehre von dem Auszug oder der Leibzucht. Nach gemeinen in Deutschland und namentlich im Königreich Sachsen gültigen Rechten. Köhler, Leipzig 1834, (Digitalisat.)
- Anleitung zur Behandlung geringfügiger Rechtssachen nach dem Königlich-Sächsischen Rechte. Nebst einem Anhange auswärtiger, diesen Gegenstand betreffender Gesetze. von Christian Gottlieb Haubold. als Bearbeiter, Hinrichs, Leipzig 1837, (Digitalisat.)
- Handbuch der Institutionen des Rechts. In einem Commentar zu den Justinianeischen Institutionen des römischen Rechts dargestellt. Köhler, Leipzig 1842, (Digitalisat.)
- Das Verfahren in ganz geringfügigen Rechtssachen nach dem Königlich-Sächsischen Rechte. Verbunden mit einer Darstellung des bei dem Handelsgerichte zu Leipzig stattfindenden Verfahrens. Hinrichs, Leipzig 1844, (Digitalisat.)
- Lehrbuch des Königlich-Sächsischen Privatrechts. von Christian Gottlieb Haubold, als Herausgeber.
  - 1. Abteilung, Hahnsche Verlagsbuchhandlung, Leipzig 1847, (Digitalisat.)
  - 2. Abteilung, Hahnsche Verlagsbuchhandlung, Leipzig 1848, (Digitalisat.)